# Svínafellsjökull
De Svínafellsjökull ("Varkensberggletsjer") is een kleine gletsjertong van de grote  Vatnajökull in het zuiden van IJsland. De Svínafellsjökull ligt ten oosten van de Hafrafell en ten westen van de bergen Svínafellsfjall ingeklemd. Het smeltwater wordt via de Svínafellsá en vervolgens de Skeiðará naar zee afgevoerd. Deze Skeiðará vloeit met zeer vele armen door de enorme Skeiðarársandur. 
De Svínafellsjökull is eenvoudig te bereiken, maar ondanks zijn kleine afmeting is de gletsjer niet zonder gevaar te betreden. Sinds augustus 2007 worden er twee Duitsers, toen 24 en 28 jaar oud, vermist. Even ten westen van de Svínafellsjökull, aan de andere kant van de Hafrafell, ligt de Skaftafellsjökull.
Vlak bij de Svínafellsjökull ligt Svínafell, een boerderij die uit de kolonisatieperiode stamt. Deze boerderij was de woonplaats van Flosi, een van de personen die een belangrijke rol in de saga van Njáll speelt.